# Sara Canning
Sara Canning (n. 14 iulie 1987, Gander⁠(d), Newfoundland, Canada) este o actriță din Canada. A devenit populară datorită rolului Jenna Sommers în serialul The Vampire Diaries pe canalul CW.

## Biografie
Sara s-a născut în Gander, Newfoundland, Canada în familia lui Wayne și Daphne Canning. Ea a învățat la Bev Facey Community High School. Din copilărie Sara Canning a manifestat abilități actoricești.

## Cariera
Sara are roluri în filme ca : Paparazzi Princess, Slap Shot 3: The Junior League, Taken in Broad Daylight, Black field,Hannah's Law și în seriale: Kyle XY, Supernatural și The Vampire Diaries.